# Schitu Duca
Schitu Duca é uma comuna romena localizada no distrito de Iaşi, na região de Moldávia. A comuna possui uma área de 120.00 km² e sua população era de 4476 habitantes segundo o censo de 2007.